# ريتشارد فوستر (سياسي)
ريتشارد فوستر (بالإنجليزية: Richard Foster)‏ هو شخصية أعمال وسياسي أمريكي، ولد في 9 أغسطس 1946 في نوم في الولايات المتحدة، وتوفي في 13 أكتوبر 2009 في سياتل في الولايات المتحدة. حزبياً، نشط في الحزب الديمقراطي. وقد انتخب عضو مجلس نواب ألاسكا.